# دایوا سکوریتیز

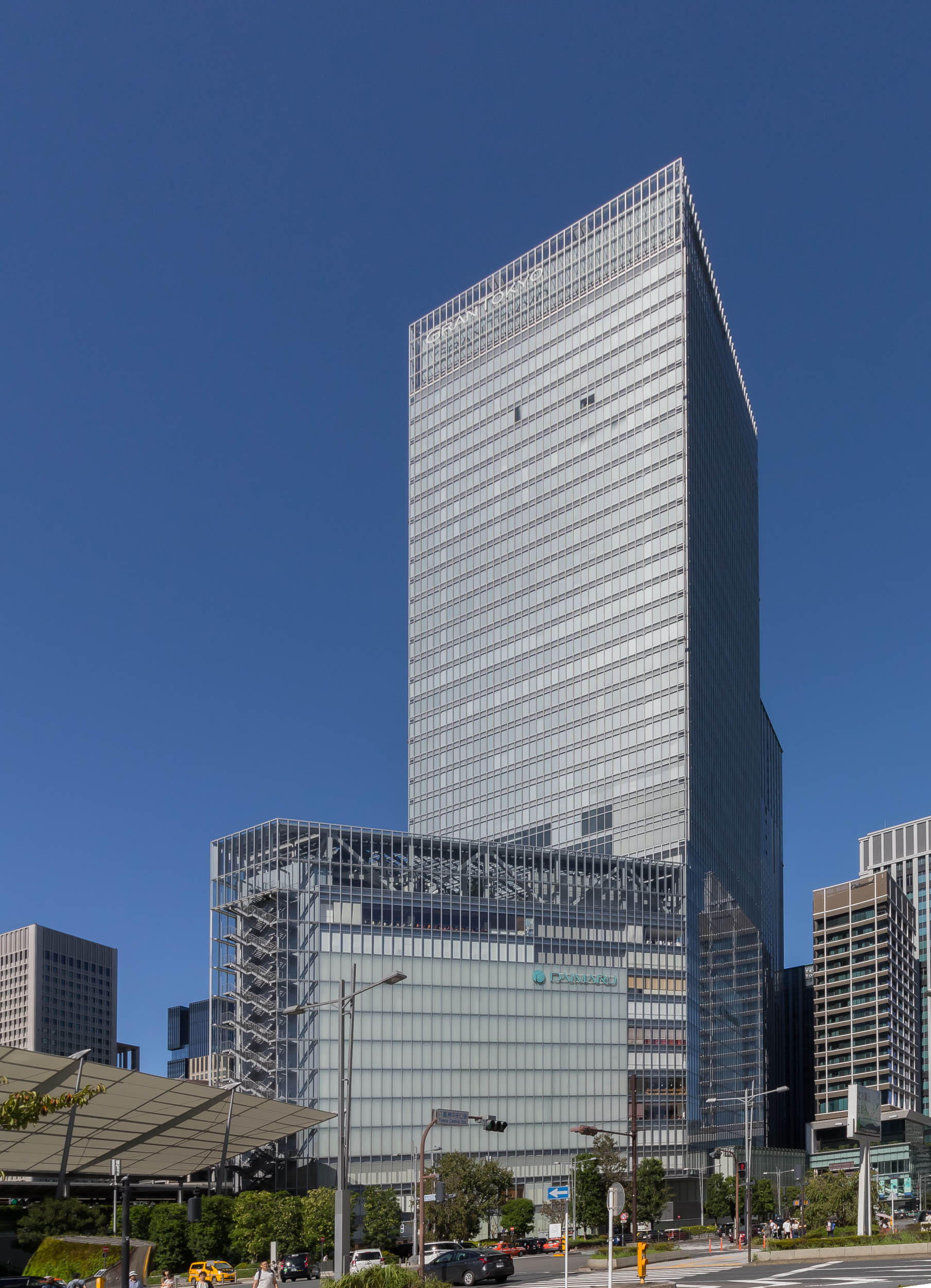
ساختمان دفتر مرکزی دایوا سکوریتیز، در چیودا، توکیو

دایوا سکوریتیز (به ژاپنی: 大和証券グループ本社) شرکت هلدینگ بانک و خدمات مالی ژاپنی است، که در زمینه ارائه خدمات بانکداری سرمایه‌گذاری، مدیریت سرمایه‌گذاری، مدیریت دارایی و کارگزاری بورس فعالیت می‌کند.
شرکت دایوا سکوریتیز در سال ۱۹۴۳ تأسیس شد و در حال حاضر دارای عملیات در آسیا، اروپا و آمریکای شمالی می‌باشد.
دفتر مرکزی این شرکت در محله مارونواوچی از منطقه ویژه چیودا شهر توکیو قرار دارد و بخشی از سهام آن در بازارهای بورس اوساکا، بورس ناگویا و بورس توکیو معامله می‌شود.
مستر تراست بانک با ۴٫۱ درصد و ژاپن تراستی سرویس بانک با در اختیار داشتن ۵٫۱ درصد از سهام دایوا سکوریتیز، بزرگترین سهام‌داران آن به‌شمار می‌آیند.